# Karl-Friedrich Haag
Karl-Friedrich Haag (* 1942 in Dinkelsbühl) ist ein deutscher evangelischer Theologe. Er war von 1982 bis 2008 Leiter der Gymnasialpädagogischen Materialstelle (GPM) in Erlangen.

## Berufliche Entwicklung
Karl-Friedrich Haag studierte Evangelische Theologie in Erlangen, Mainz und Zürich. Im Jahre 1966 absolvierte er die Aufnahmeprüfung bei der Evangelisch-Lutherischen Landeskirche in Bayern. Am Institut für Systematische Theologie der Universität Erlangen-Nürnberg war er von 1968 bis 1972 Assistent bei Professor Wilfried Joest.
Seit September 1972 arbeitet er als hauptamtlicher Religionslehrer am Albert-Schweitzer-Gymnasium in Erlangen. 1977 begann seine offizielle Mitarbeit an der Gymnasialpädagogischen Materialstelle.
Im August 1982 wurde er Leiter der GPM. Karl-Friedrich Haag hat zahlreiche theologische, vor allem ethische und religionspädagogische Werke verfasst. Für seine Publikationen im Bereich der Religionspädagogik, Anthropologie und Ethik wurde er am 4. Juli 2002 von der Theologischen Fakultät der Universität Erlangen-Nürnberg mit der Ehrendoktorwürde ausgezeichnet.